# Bergslagsurnan

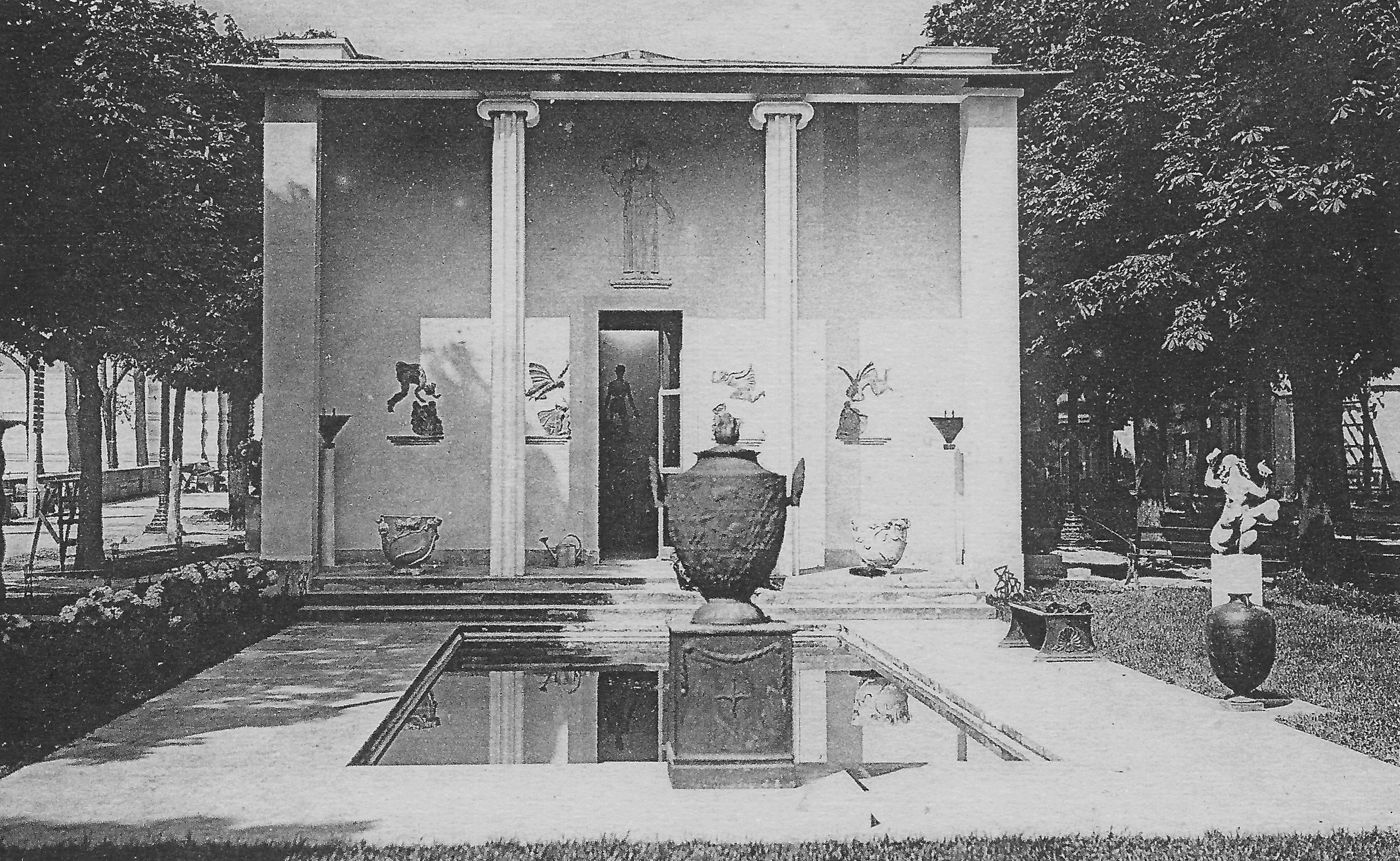
Bergslagsurnan framför svenska paviljongen på Parisutställningen 1925.

Bergslagsurnan är en urna i gjutjärn formgiven av Eric Grate och visar med flera reliefer svensk järnhantering i ett historiskt perspektiv. 

## Historik

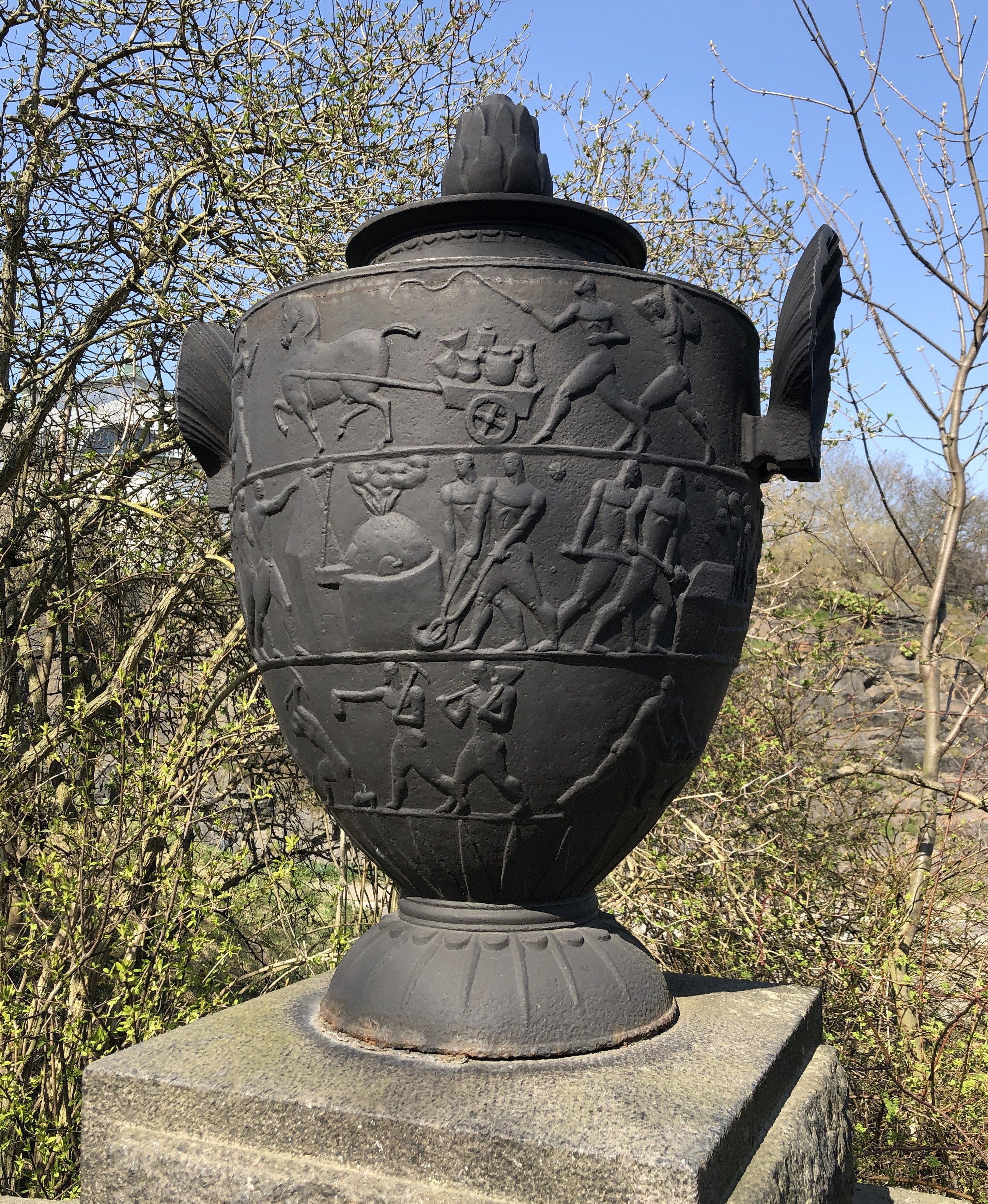
Bergslagsurnan i Göteborg.

Skulpturen göts i elva exemplar på Näfveqvarns Bruk 1921–1922. Bland annat finns var sitt exemplar på Göteborgs konstmuseum, Nationalmuseum och Sörmlands museum. En urna står på John E Olsons plats i Göteborg, en annan framför Ulriksdals slott i Solna och en utanför Nävekvarns hembygdsgård. Ytterligare ett exemplar pryder Olof A. Söderbergs grav på Norra begravningsplatsen i Solna. Bergslagsurnan presenterades på internationella Parisutställningen 1925 och smyckade där trädgården till den svenska paviljongen. Grate fick en silvermedalj för sin urna.

## Motivbeskrivning
Urnan är 107 centimeter hög och väger omkring 280 kilogram. Den var Näfveqvarns bruks största och dyraste modell och kostade ursprungligen 1 200 kronor. 
Urnan är formgiven i nyklassicistisk stil som var på mode i Sverige på 1920-talet och är en god representant för Swedish Grace. Urnan smyckas av reliefer i tre rader som beskriver järngjutningens process i ett historiskt perspektiv och bergshantering i Bergslagen, därav namnet. Man ser bland annat arbetare med en fullastad hästkärra på första raden. På andra raden syns arbetare bereda och lasta in bränsle i en masugn. Motivet i raden längst ner beskriver arbetet i gruvan med att bryta järnmalmen.